# Chapelle Saint-Louis de la Salpêtrière
La chapelle Saint-Louis de la Salpêtrière, située au no 47 boulevard de l'Hôpital à Paris, est un édifice religieux édifié à la demande de Louis XIV pour l’hôpital de la Salpêtrière.
La chapelle est ouverte tous les jours de 9h30 à 18h. Une messe est célébrée chaque jour du lundi au samedi à 15h, et le dimanche à 9h30.

## Histoire
Dès la création de la salpêtrière, en 1636, une chapelle, dédiée à saint Denis, est édifiée. Elle figure sur le plan de Jean Boisseau de 1648. Bossuet y prononce le panégyrique de Saint-Paul, en 1659. Les obsèques de la duchesse d'Aiguillon sont célébrées par  Fléchier, en 1675.

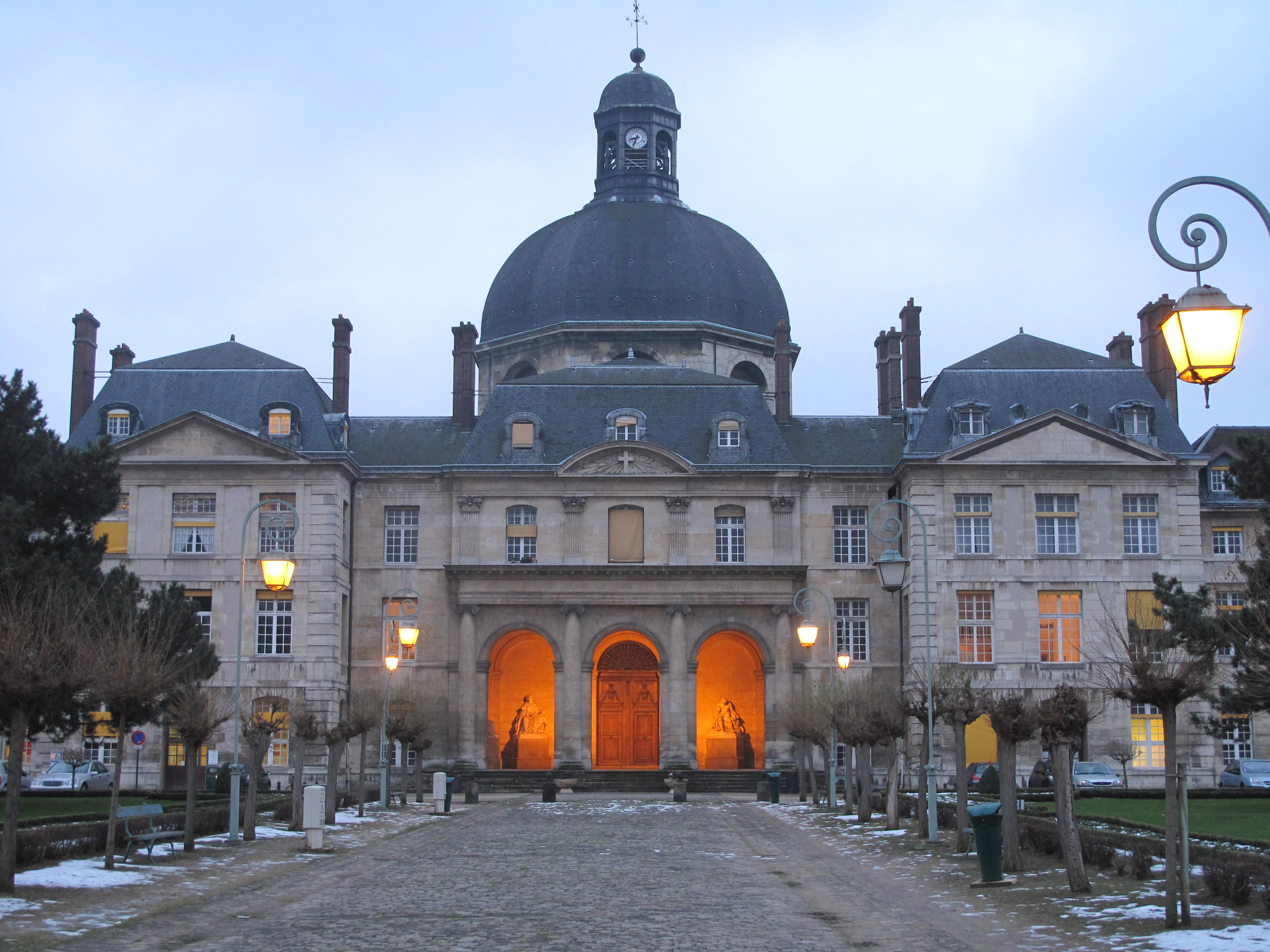
Entrée principale de la chapelle.

En décembre 1669, le roi Louis XIV demande à  son architecte Louis Le Vau de construire, sous le contrôle de Jean-Baptiste Colbert contrôleur général des finances et surintendant des bâtiments du roi, une chapelle pour l’hôpital de la Salpêtrière. Moins d’un an plus tard (le 11 octobre 1670), Louis le Vau meurt avant le début des travaux et le projet est confié à Libéral Bruant, l’architecte des Invalides, qui reprend le plan de Le Vau.
Aujourd’hui, après une longue période d’abandon, ce lieu a retrouvé une activité cultuelle tout en abritant  désormais de nombreuses manifestations artistiques notamment des expositions et des concerts.

## Description

### Plan et organisation

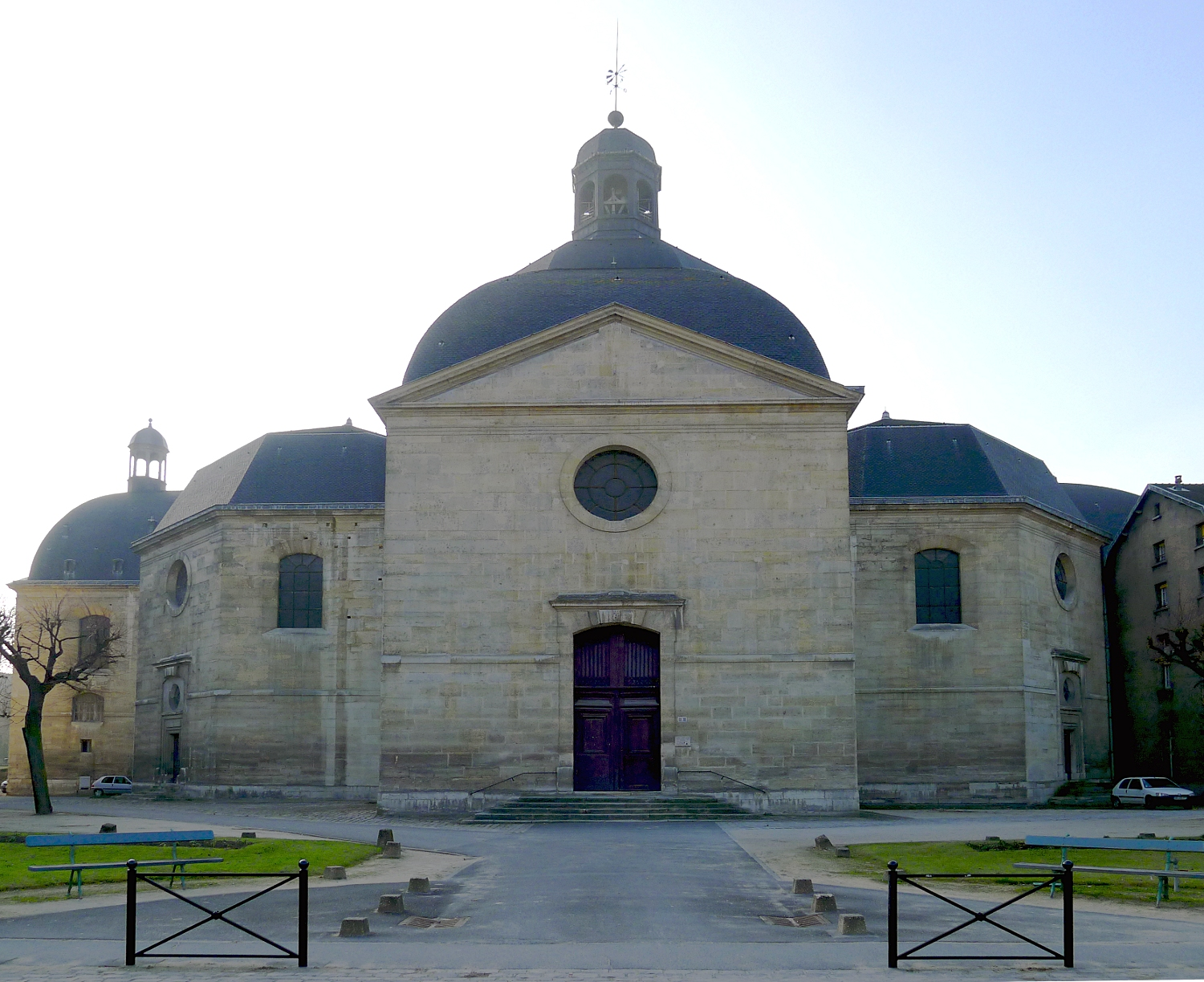
Entrée côté cour Mazarin.

Cette chapelle est construite sur le modèle de la croix grecque ; elle possède quatre chapelles (chapelle Saint-Vincent, du Bon-Pasteur, de la Vierge et de Sainte-Geneviève) et quatre nefs (nef principale, nef Lassay, nef coupée, nef Mazarin), toutes reliées à une chapelle centrale avec un dôme octogonal surmonté d’un clocheton illuminée par des verrières et un oculus sommital. 
Cette organisation répondait ainsi au besoin de réunir, sans les mélanger, diverses catégories de personnes indigentes lors des offices religieux.

### Le grand orgue

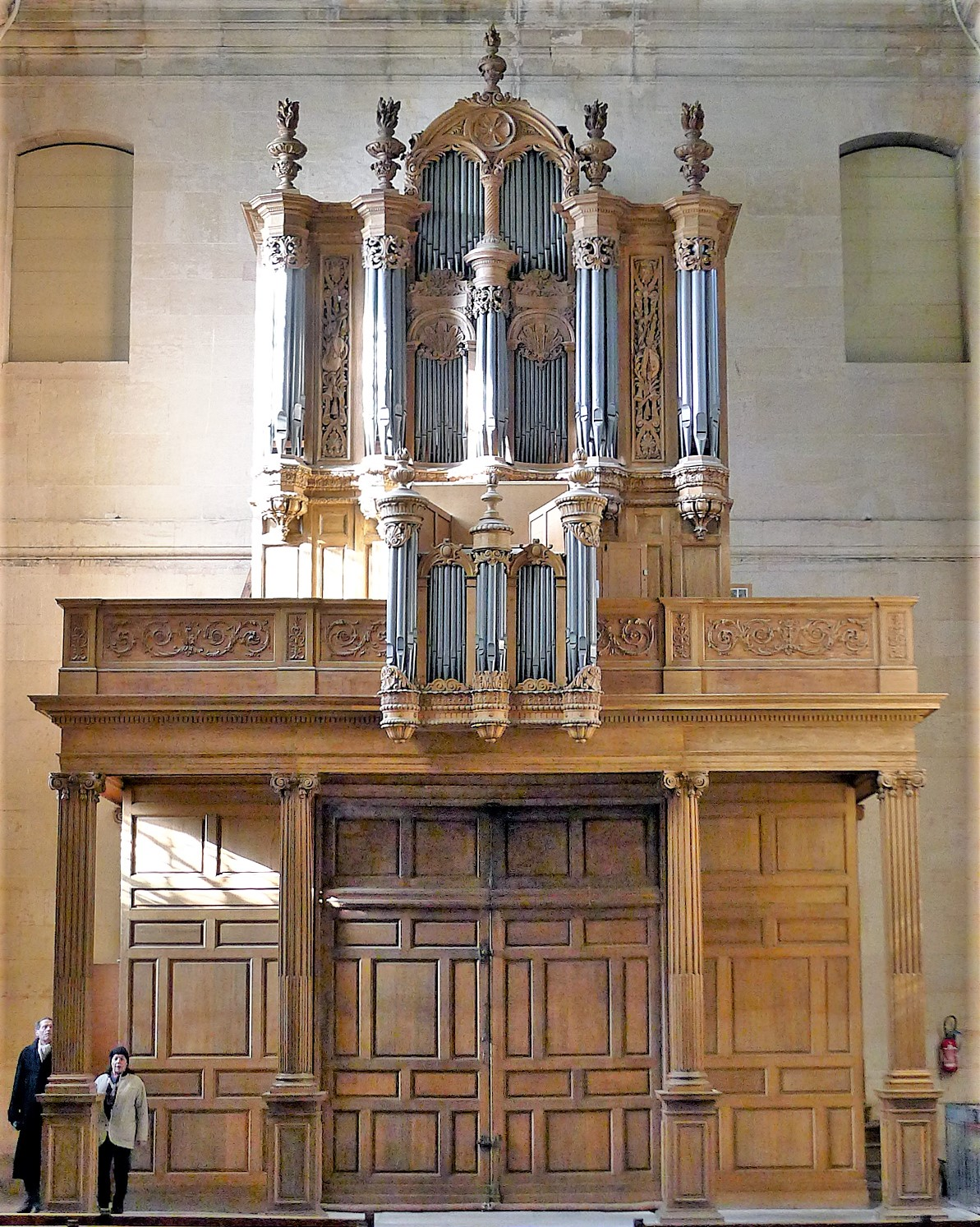
L'orgue

Le buffet est des XVIIIe-XIXe siècles. Orgue Brieu (1789) - Suret (1861) - Muller (1978). 3 claviers, transmission des 31 jeux mécanique.
Composition : 
| I. Positif 54 notes                                                                           | II. Grand orgue 54 notes | III. Récit expressif 42 notes                                                       | Pédale 30 notes                                                    |
| --------------------------------------------------------------------------------------------- | --- | ----------------------------------------------------------------------------------- | ------------------------------------------------------------------ |
| Bourdon 8' Prestant 4' Nasard 2' 2/3 Doublette 2' Tierce 1' 3/5 Fourniture IV rgs Cromorne 8' | Bourdon 16' Montre 8' Bourdon 8' Flûte 8' Prestant 4' Nasard 2' 2/3 Doublette 2' Cornet V rgs (do 3) Fourniture V rgs Cymbale III rgs Trompette 8' Clairon 4' | Flûte 8' Quintaton 4' Flûte 2' Cornet V rgs (sol 2) Trompette 8' Hautbois (do 3) 8' | Soubasse 16' Flûte 8' Bourdon 8' Octave 4' Trompette 8' Clairon 4' |

Accessoires : 
- Accouplements : Positif/Grand orgue.
- Tirasses : Positif et Grand orgue.

## Galerie

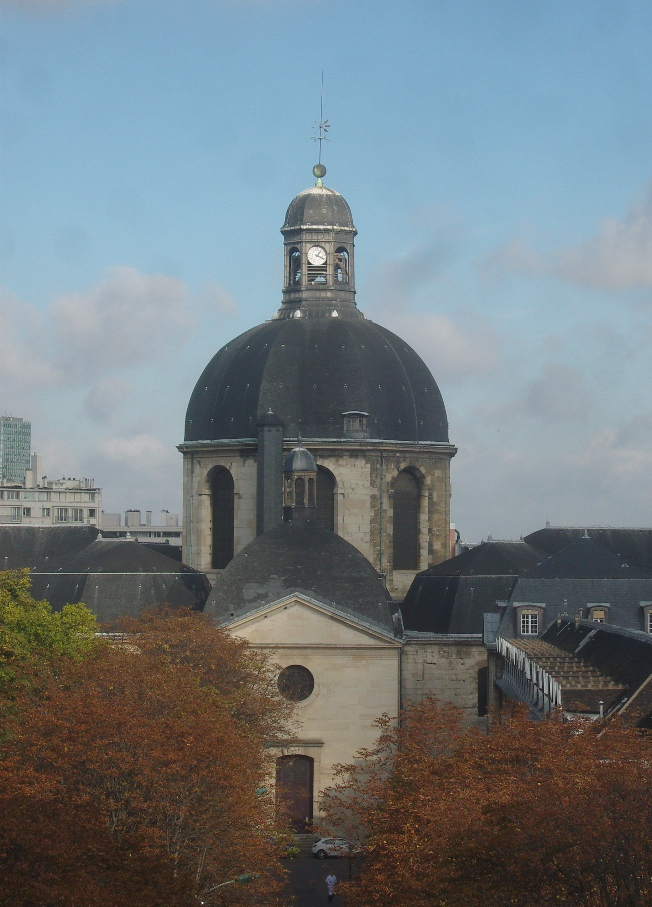
Dôme central de l'extérieur.
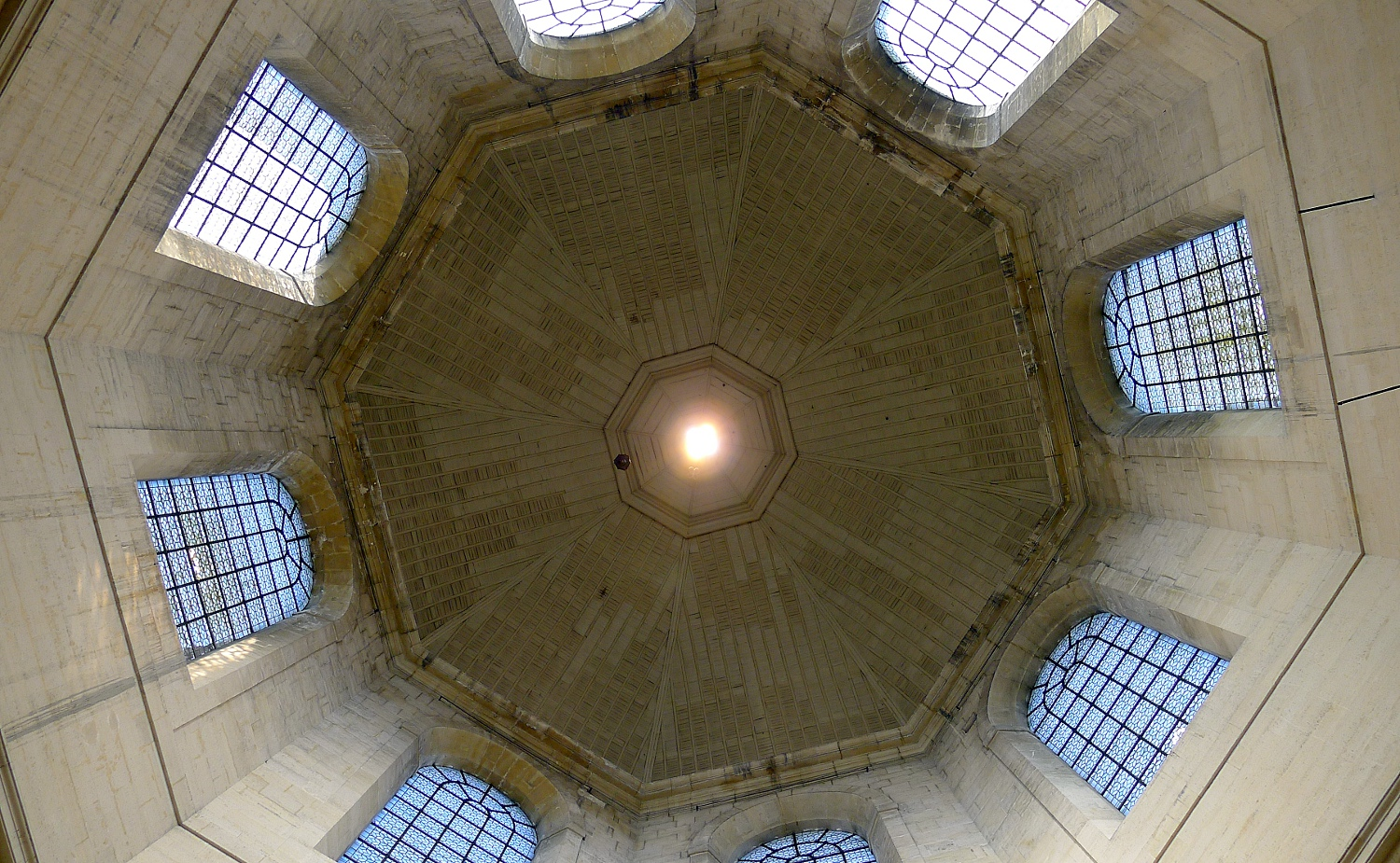
Dôme central de l'intérieur.
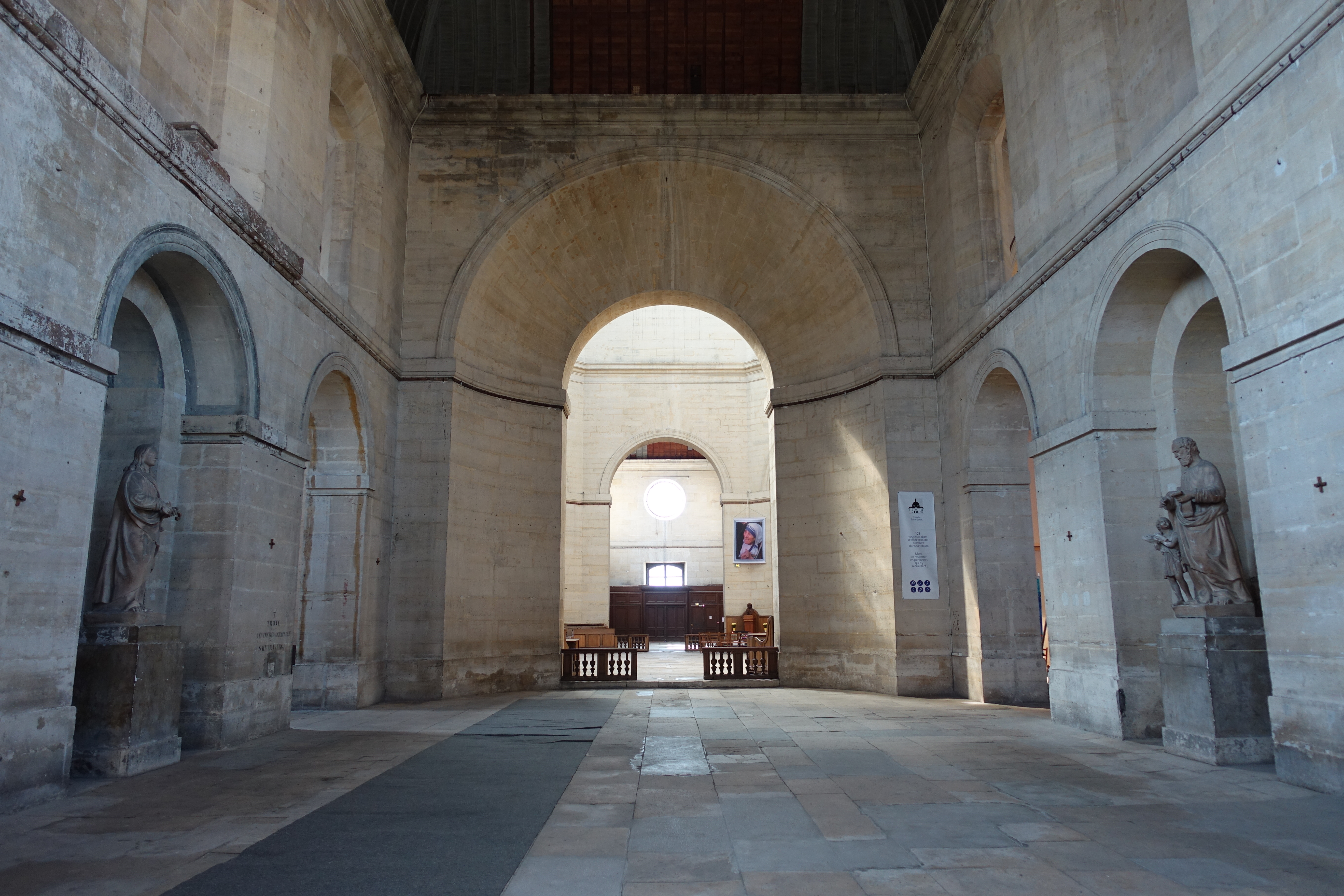
Vue d'ensemble vers l'abside.
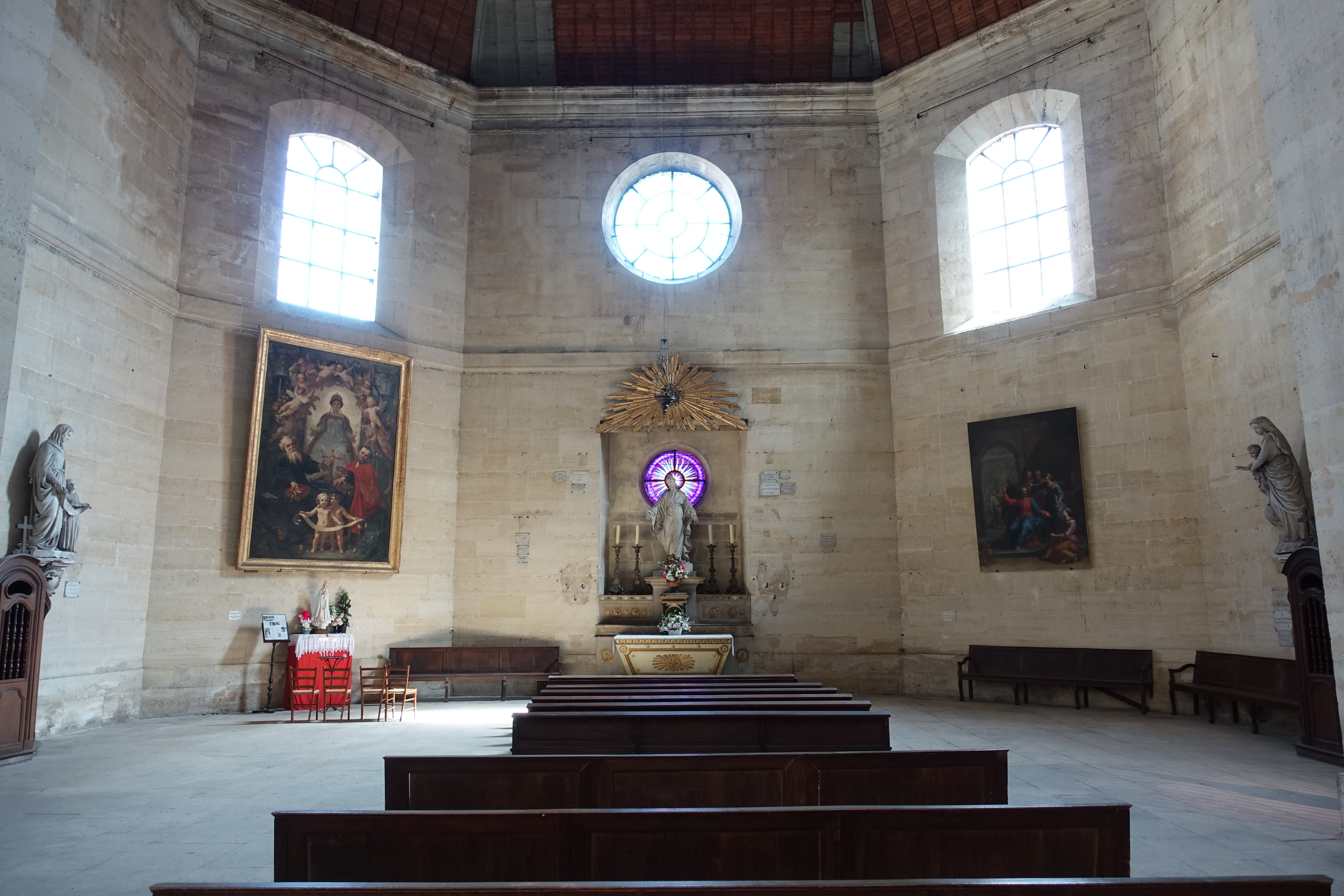
Chapelle de la Vierge.
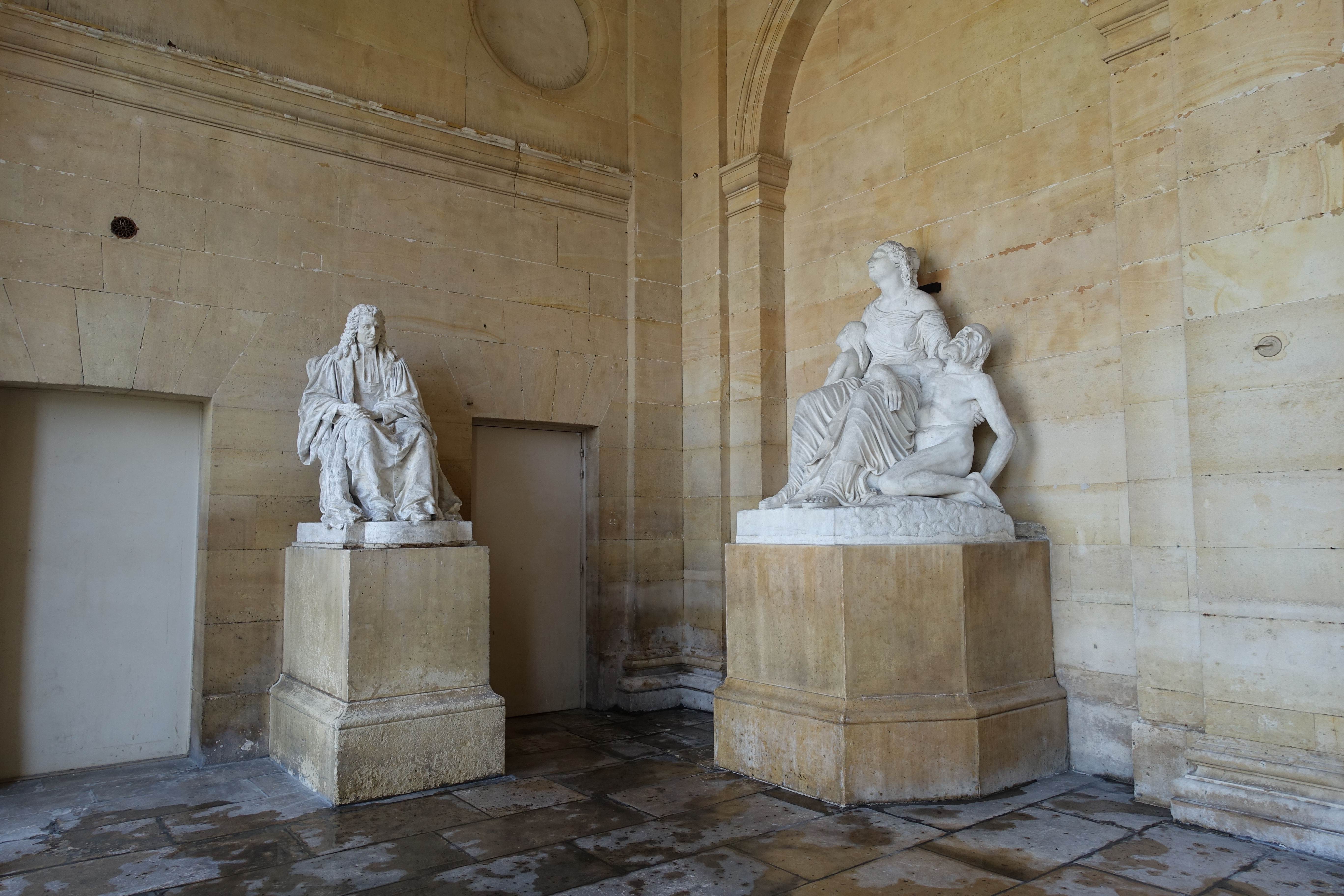
Statues.
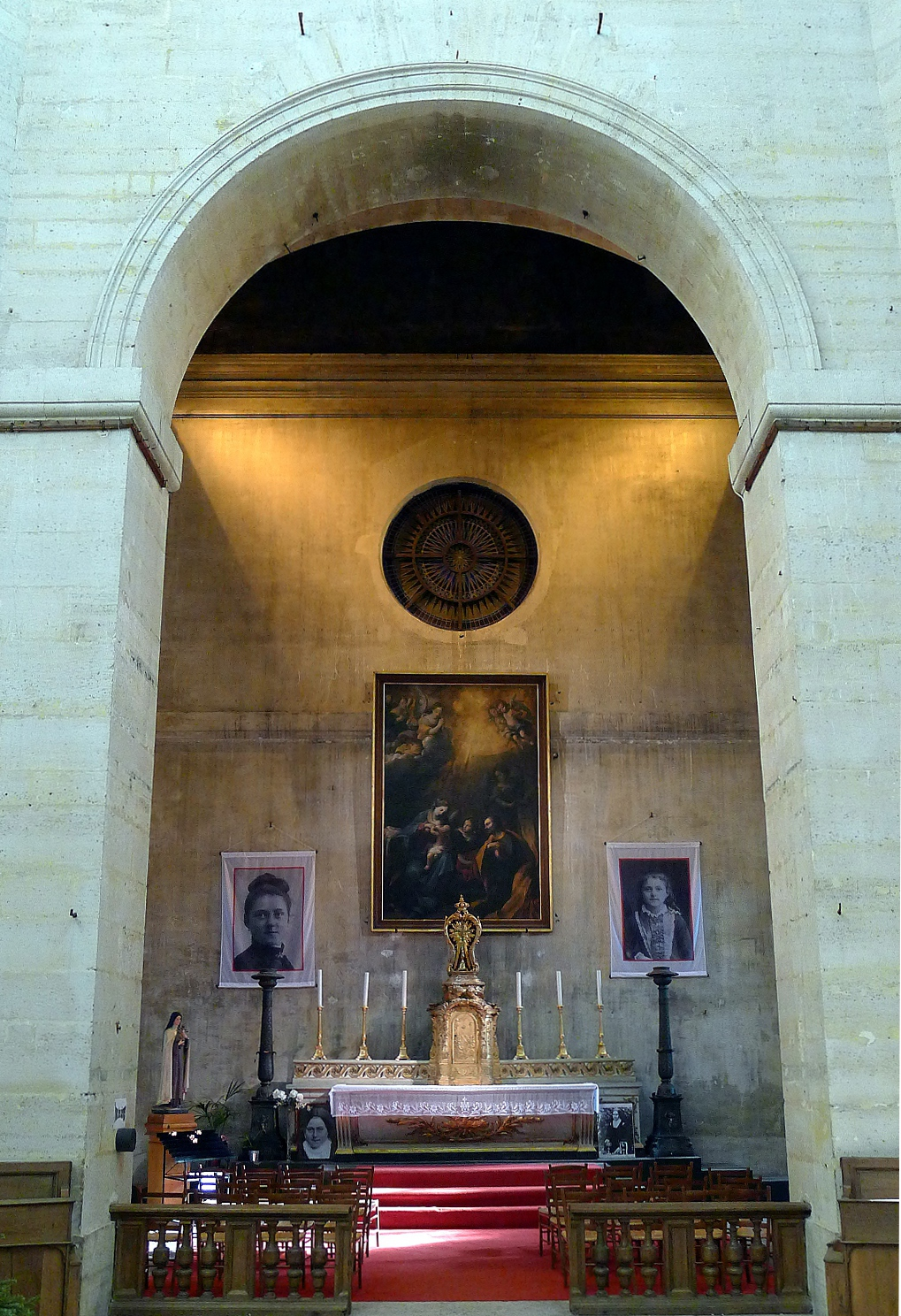
L'autel.
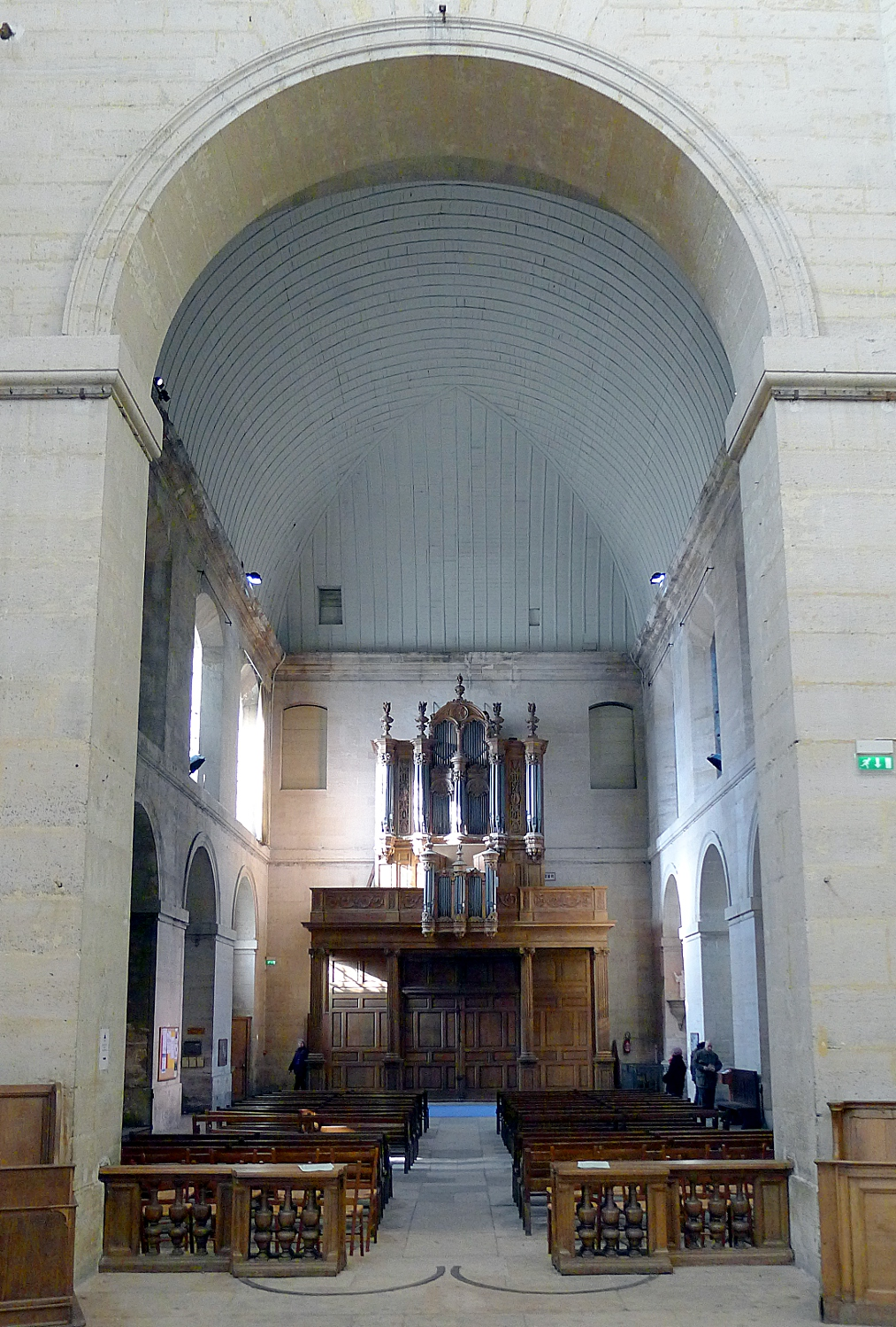
Nef principale avec l'orgue.
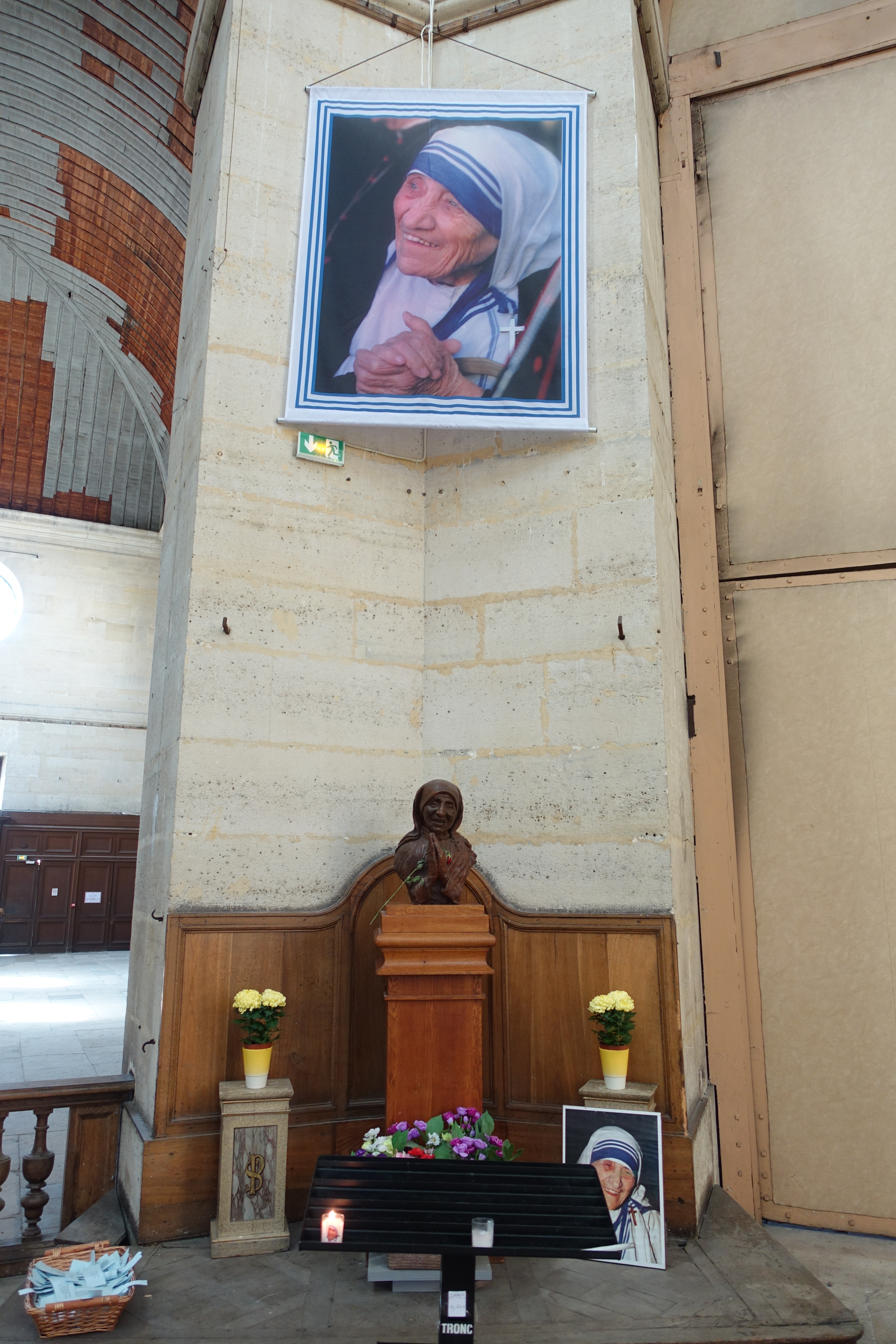
Sanctuaire à Mère Teresa.
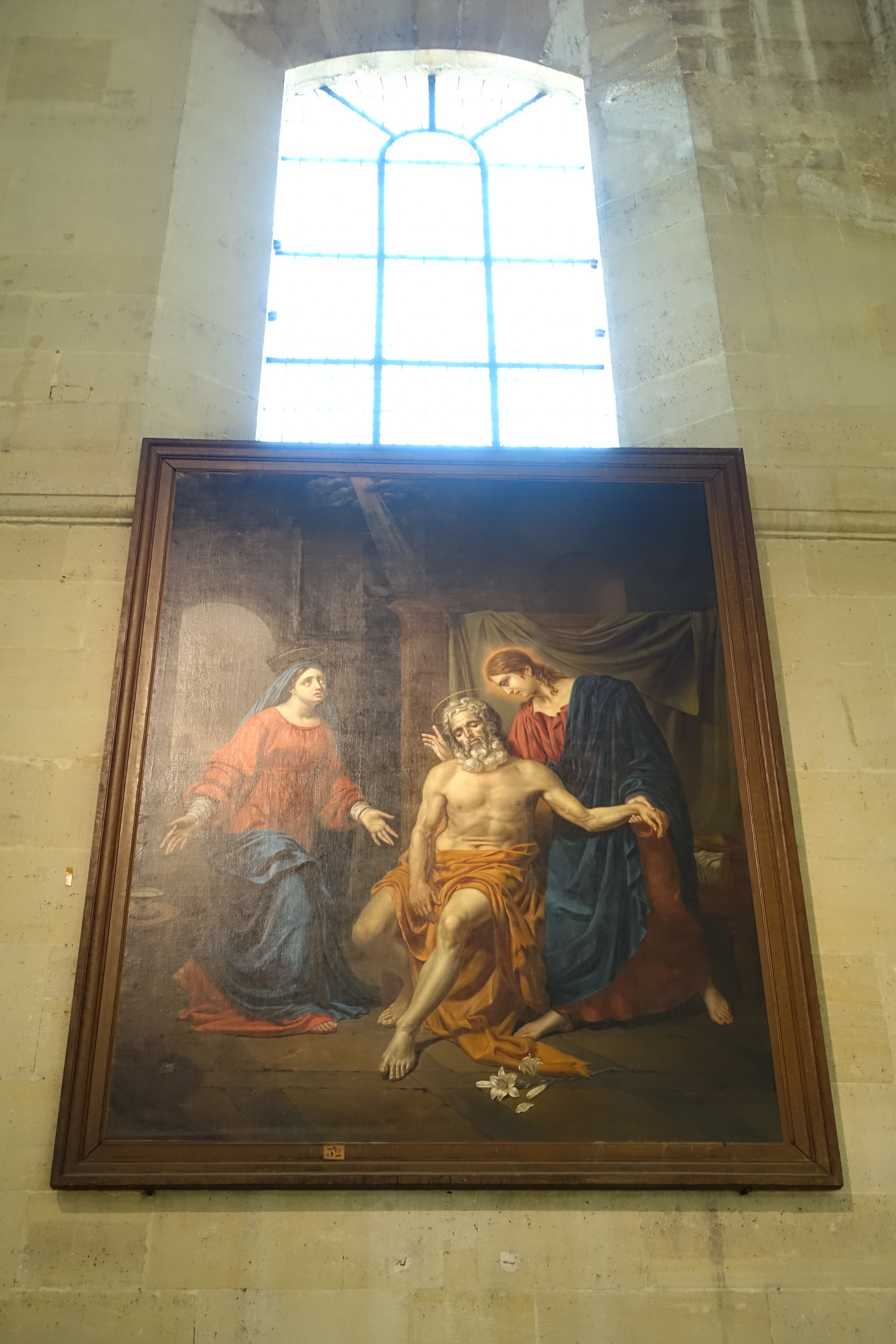
La mort de Joseph, Hubert (1725).